# Missouri River Township
Die Missouri River Township ist eine von 28 Townships im St. Louis County im Osten des US-amerikanischen Bundesstaates Missouri und Bestandteil der Metropolregion Greater St. Louis. Das U.S. Census Bureau hat bei der Volkszählung 2020 eine Einwohnerzahl von 37.018 ermittelt.

## Geografie
Die Missouri River Township liegt im westlichen Vorortbereich von St. Louis rund 2 km südöstlich des Missouri River. Der Mississippi, der die Grenze zu Illinois bildet, befindet sich rund 25 km östlich.
Die Missouri River Township liegt auf 38°40′00″ nördlicher Breite und 90°29′49″ westlicher Länge und erstreckt sich über 65,5 km².
Die Missouri River Township liegt im mittleren Westen des St. Louis County. Sie grenzt im Norden an die Maryland Heights Township und die Creve Coeur Township, im Osten an die Clayton Township, im Südosten an die Bonhomme Township, im Südwesten an die Queeny Township, im Westen an die Lafayette Township und im Nordwesten an die Chesterfield Township.

## Verkehr
Im Zentrum der Missouri River Township kreuzt die in Nord-Süd-Richtung als westliche Umgehungsstraße von St. Louis dienende Interstate 270 die hier auf gemeinsamer Strecke mit den U.S. Highways 40 und 61 verlaufende Interstate 64. Weiter südlich verläuft parallel zur Interstate 64 die alte Route 66 auf einer gemeinsamen Strecke mit der Missouri State Route 100. Der U.S. Highway 67 bildet die östliche Begrenzung der Township. Die westliche Begrenzung bildet die Missouri State Route 141. Alle weiteren Straßen sind County Roads oder weiter untergeordnete innerörtliche Verbindungsstraßen.
Der Lambert-Saint Louis International Airport liegt rund 20 km nordöstlich der Missouri River Township.

## Demografische Daten
Nach der Volkszählung im Jahr 2010 lebten in der Missouri River Township 34.992 Menschen in 12.573 Haushalten. Die Bevölkerungsdichte betrug 534,2 Einwohner pro Quadratkilometer. In den 12.573 Haushalten lebten statistisch je 2,63 Personen.
Ethnisch betrachtet setzte sich die Bevölkerung zusammen aus 89,9 Prozent Weißen, 2,1 Prozent Afroamerikanern, 0,1 Prozent amerikanischen Ureinwohnern, 6,1 Prozent Asiaten sowie 0,3 Prozent aus anderen ethnischen Gruppen; 1,4 Prozent stammten von zwei oder mehr Ethnien ab. Unabhängig von der ethnischen Zugehörigkeit waren 1,7 Prozent der Bevölkerung spanischer oder lateinamerikanischer Abstammung.
23,3 Prozent der Bevölkerung waren unter 18 Jahre alt, 55,2 Prozent waren zwischen 18 und 64 und 21,5 Prozent waren 65 Jahre oder älter. 52,6 Prozent der Bevölkerung war weiblich.
Das mittlere jährliche Einkommen eines Haushalts lag bei 118.113 USD. Das Pro-Kopf-Einkommen betrug 64.100 USD. 2,6 Prozent der Einwohner lebten unterhalb der Armutsgrenze.

## Orte
Die Bevölkerung der Missouri River Township  lebt in folgenden Ortschaften:
Citys
| - Chesterfield1 - Creve Coeur2 - Crystal Lake Park - Des Peres3 | - Frontenac - Manchester4 - Town and Country5 |

Villages
- Country Life Acres
- Westwood

1 – überwiegend in der Chesterfield Township

2 – überwiegend in der Creve Coeur Township

3 – teilweise in der Bonhomme Township

4 – teilweise in der Lafayette Township

5 – teilweise in der Maryland Heights Township